# Auckland
För andra betydelser, se Auckland (olika betydelser).
Auckland (maori: Tāmaki Makaurau eller Ākarana) är Nya Zeelands största storstadsområde med 1,4 miljoner invånare 2013, det motsvarar cirka 33,4 % av hela Nya Zeelands befolkning. Den ligger 37 grader syd om ekvatorn på den nordvästra delen av Nordön.

## Geografi
Stadsområdet sträcker sig mellan Haurakigolfen i Stilla havet i öst, bergen Hunua Ranges i sydöst, viken Manukau Harbour i sydväst och bergen Waitakere Ranges i väst och nordväst. Stadens centrum ligger på en smal landtunga som utgör ett näs mellan Manukau och Waitemata-havet. Orten var från början fyra fristående städer, Auckland City, Waitakere, Manukau och North Shore City, som med tiden växt samman men som fram till 2010 var fyra olika kommuner. Sedan 2010 utgör Aucklandregionen en enda kommun. Klimatet är på gränsen mellan ett subtropiskt klimat och ett tempererat klimat.

## Historia
De första människor som kom till området var maorierna runt år 1350. De bosatte sig där på grund av den bördiga jorden. Maorierna byggde fort i terrasser med en by uppe på toppen av vulkanen. Dessa terrasser kan idag främst ses runt vulkaner som Mount Eden och One Tree Hill. När de första européerna ankom området var maorierna i det centrala Auckland-området kraftigt reducerade till antal till följd av inbördes stridigheter och migration, vilket var fördelaktigt för de europeiska kolonisatörerna. Staden Auckland grundades 1840 och fick sitt namn efter George Eden, 1:e earl av Auckland. Staden var huvudstad i den dåvarande brittiska kolonin från 1841 till 1865 då Wellington blev huvudstad.

## Transport
Auckland förlitar sig till stor del på privat biltrafik som transportmedel då Nya Zeeland har ett stort antal bilar i förhållande till sin befolkning. Ett system av vägar och motorvägar binder samman hela storstadsområdet.
Auckland har utöver detta även ett system av bussar, regionaltåg och färjor som är samlat under bolaget Maxx Regional Transport.

## Sport
- Auckland arrangerade Brittiska imperiespelen 1950 och Samväldesspelen 1990
- Auckland har i nästan alla Volvo Ocean Race (dock inte det näst senaste) varit etapphamn.
- Auckland har två gånger stått värd för America's Cup-kappseglingarna
- På Eden Park spelades finalen i Världsmästerskapet i rugby 1987, och även finalen i VM i rugby 2011 spelades här.

## Vänorter
Auckland har följande städer som vänort.
- Brisbane, Australien
- Guangzhou, Kina
- Ningbo, Kina
- Qingdao, Kina
- Hamburg, Tyskland
- Galway, Irland
- Fukuoka, Japan
- Tomioka, Japan
- Shinagawa, Japan
- Kakogawa, Japan
- Utsunomiya, Japan
- Busan, Sydkorea
- Pohang, Sydkorea
- Nadi, Fiji
- Taichung, Taiwan
- Los Angeles, USA

Med undantag för Hamburg och Galway är alla städerna belägna vid Stillahavskusten.

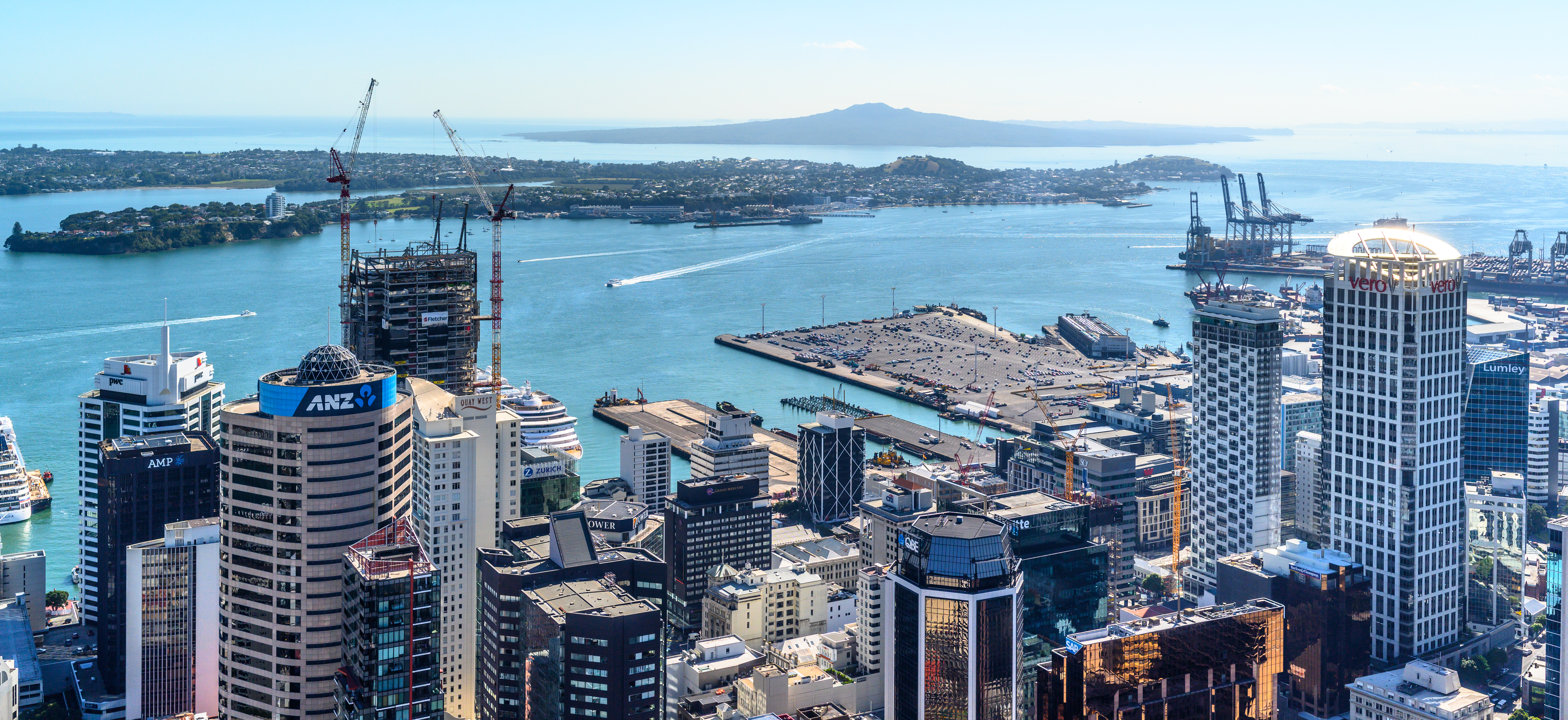
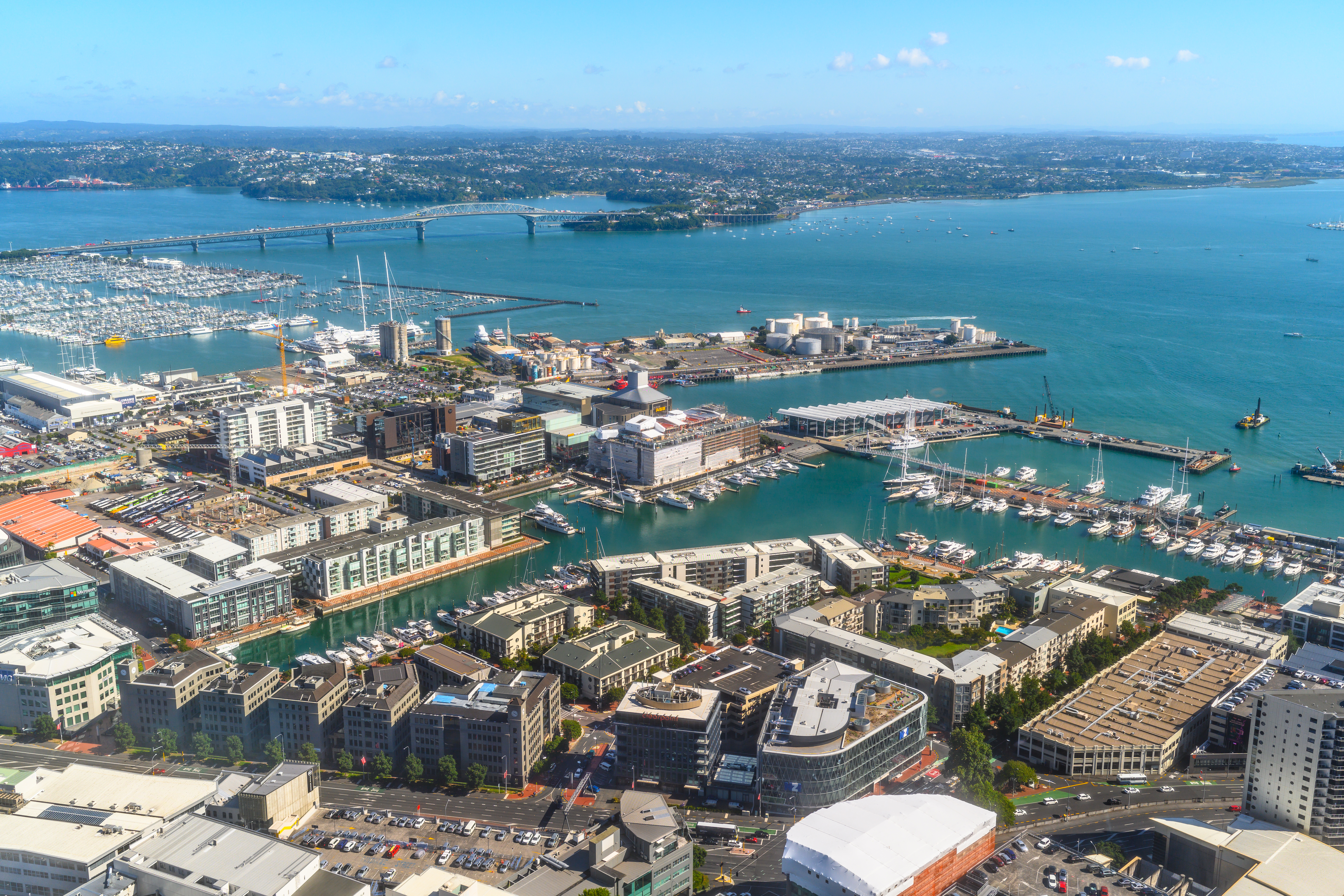